# Ligne nouvelle Toulouse - Narbonne
La ligne nouvelle Toulouse - Narbonne, aussi connue sous le nom de LGV Toulouse - Narbonne ou LGV Lauragais, est un projet de ligne à grande vitesse actuellement (juillet 2022) non programmé, destiné à relier les villes de Toulouse et de Narbonne pour connecter la LGV Bordeaux - Toulouse à la ligne nouvelle Montpellier - Perpignan, cette dernière passant par Narbonne. 
Ligne transversale majeure, elle serait un maillon du projet de liaison du grand Sud sur une longueur de 130 km environ, permettant de relier le réseau du TGV Atlantique, à l’origine de la gare de Paris-Montparnasse, au TGV Méditerranée à l’origine de la gare de Paris-Lyon, notamment sur des liaisons transversales Bretagne - Nantes - Bordeaux - Toulouse - Narbonne - Montpellier - Marseille - Nice - Italie. Elle permettrait également de réduire le temps de parcours des TGV Toulouse - Barcelone.
Le projet est progressivement remanié pour devenir la Liaison Toulouse-Narbonne, qui est plutôt vu comme un mélange entre une amélioration de la ligne existante avec évitements et rectifications de courbe et une ligne nouvelle selon les tronçons choisis . Lancées en 2008, les pré-études fonctionnelles sont achevées au second semestre 2012. Cela rend possible la saisine de la Commission nationale du débat public après décision de l'État . La saisine n'a pas été effectuée et le projet est aujourd'hui en suspens.

## Historique
Le projet est envisagé dès les discussions pour la liaison LGV Paris - Toulouse. Il est présent dans le Schéma directeur des lignes à grande vitesse de 1992. Originellement prévues ensembles, la LGV Bordeaux - Toulouse est privilégiée et la LGV Toulouse-Narbonne est prévue en prolongement de celle-ci. En 2008, les études pré-fonctionnelles sont lancées et elles s'achèvent en 2012. En parallèle, le projet est inscrit au Schéma National des Infrastructures de Transport en 2011. Le lancement d'un débat public est possible mais n'est pas fait. Le projet est depuis suspendu. On peut supposer que les collectivités locales préférant se concentrer sur le projet de LGV Bordeaux - Toulouse.
En 2022, le Conseil d'Orientation des Infrastructures n'inclut pas le projet dans sa programmation,.

## Infrastructure envisagée
L'infrastructure prévue n'est une ligne à grande vitesse de bout à bout que dans seulement un des scénarios envisagés. Le scénario dénommé « Grand Sud, Grande Vitesse », de LGV de bout à bout, est le plus cher de tous.
La LGV Bordeaux - Toulouse arrive à la gare Matabiau par un aménagement de la ligne existante dans le Nord de l'agglomération toulousaine. Dans tous les scénarios, un quadruplement de la ligne classique de Bordeaux-Saint-Jean à Sète-Ville sur 28 kilomètres entre Montaudran et Villefranche-de-Lauragais est prévu, en lien avec un éventuel contournement ferroviaire de Toulouse. L'emprise d'un contournement ferroviaire de Toulouse est réservée le long du périphérique Est.
De là, une ligne nouvelle suivrait l’axe du canal du Midi et de l’autoroute A61, passant notamment à proximité des villes de Castelnaudary et de Carcassonne, qu’elle desservirait soit par un simple raccordement, soit par une gare nouvelle. 6 sites pour une gare nouvelle de Carcassonne ont été repérés mais 3 sites ont été conservés après les pré-études fonctionnelles. Des zones sensibles pour le passage de la ligne ont été repérées au niveau de la rigole de la plaine et des vignobles entre Carcassonne et Narbonne.
Les scénarios d'aménagement de la ligne existante incluent des linéaires importants de quadruplement des voies (jusqu'à 90 kilomètres). La suppression des passages à niveau et le relèvement de la vitesse à 220 km/h est également prévue dans ces scénarios. Les scénarios mixtes privilégient une ligne nouvelle uniquement entre Toulouse et Carcassonne, ou entre Carcassonne et Narbonne. 
La ligne se rattacherait finalement à la ligne nouvelle Montpellier - Perpignan, en projet, au niveau de Narbonne,,,.